# Легенда о бойце
«Легенда о бойце» (иер. трад. 霍元甲, кант.-рус.: Фок Юнь Кап, англ. Legend of a Fighter) — кинофильм в жанре боевые искусства, основанный на истории знаменитого китайского мастера боевых искусств Хо Юаньцзя. Режиссёр фильма — Юнь Вопхин.
Другие названия:
- кит. Fok Yuen Gap Hong Kong (Cantonese title)
- англ. Legend of a Fighter Hong Kong (English title)
- англ. Secret Master Secret Master

## Сюжет
Фильм рассказывает о национальном герое Китая. Мастер кунг-фу, владеющий тайными знаниями, основывающимися на специальных дыхательных тренировках, обучает своих сыновей этим премудростям, обделяя вниманием младшего. Как всегда в борьбе за то, кто лучше, находятся охотники узнать секреты данного искусства. Обделённый вниманием герой, благодаря учителю-японцу, который оказывается нарочно подосланным, познаёт азы боевых искусств и в итоге упорных тренировок становится лучшим бойцом округи.

## В ролях
| Актёр         | Роль                               |
| ------------- | ---------------------------------- |
| Лён Каянь     | Фок Юнькап                         |
| Ясуаки Курата | учитель Кон Хаусань                |
| Юнь Ятчхо     | молодой Юнькап                     |
| Филлип Коу    | Фок Яньтай                         |
| Юнь Чаньён    | Торчащий Зуб                       |
| Лау Хокнинь   | помощник Яньтая                    |
| Чарли Чань    | представитель школы Орлиный Коготь |
| Лэй Катин     | Санака младший                     |

## Съёмочная группа
- Компания: Seasonal Film Corporation
- Продюсер: Ын Сиюнь
- Режиссёр: Юнь Вопхин
- Сценарист: Ын Сиюнь, Лён Лапъянь, Вон Чин[кит.]
- Ассистент режиссёра: Хо Тхиньсин
- Постановка боевых сцен: Юнь Сёньи, Юнь Ятчхо, Юнь Чаньён, Юнь Чхёнъянь[кит.]
- Грим: Коу Сиупхин
- Оператор: Ма Куньва
- Композитор: Чау Фуклён